# Tiumén
Tiumén (/tʲʉˈmʲenʲ/ⓘ en ruso: Тюме́нь, Tiuméñ) es una ciudad y centro administrativo del óblast de Tiumén en Rusia. Está situada en Siberia Occidental sobre el río Turá —afluente del Tobol que es afluente del Irtish y este a su vez lo es del Obi— a 1725 kilómetros de Moscú. En 2018 contaba con una población de 768 358 habitantes.
Fue fundada en 1586 —lo que la convierte en la primera ciudad rusa de Siberia— y recibió el estatus de ciudad en 1782. Tiumén es una de las paradas del ferrocarril de Sverdlovsk (Ekaterinburgo), el Transiberiano y, además, posee el aeropuerto internacional Róshino y el aeropuerto local Plejánovo. Tiumén es uno de los centros industriales y económicos más importantes al este de los Montes Urales con una gran producción de petróleo y gas natural.

## Historia
El área de Tiumén, originalmente parte del Kanato de Siberia, fue anexada a Rusia por el hetman cosaco Yermak Timoféyevich en 1585. El 29 de julio de 1586, el zar Teodoro I pidió dos comandantes regionales, Vasili Borísov-Sukín e Iván Myasnói, para construir una fortaleza en el sitio de la antigua ciudad tártara de Chingi-Tura ('ciudad de Gengis'), también conocido como Tiumén, de la palabra turca y mongol para "diez mil".

### Fundación
Tiumén fue fundada en el "Porteo de Tiumén" en la ruta comercial histórica entre Asia Central y la región del Volga. El control del porteo había sido continuamente cuestionado por diversos nómadas siberianos del sur en los siglos precedentes. Como resultado, los primeros colonos rusos fueron atacados a menudo por los invasores tártaros y calmucos. Estos ataques provocaron que la población de Tiumén estuviese dominada por las guarniciones de streltsí y cosacos estacionados en la ciudad hasta mitad del siglo XVII. A medida que el área se convirtió en menos conflictiva, la ciudad comenzó a adquirir un carácter menos militar.
A principios del siglo XVIII, Tiumén se había convertido en un importante centro de comercio entre Siberia y China en el este, oeste y centro de Rusia. Tiumén también se había convertido en un importante centro industrial, conocido por los fabricantes de artículos de cuero, herreros y otros artesanos. En 1763, 7000 personas fueron registradas como residentes en la ciudad.
En el siglo XIX el desarrollo de la ciudad continuó. En 1836, fue construido por primera vez el barco de vapor de Siberia en Tiumén. En 1862, el telégrafo llegó a la ciudad y en 1864 se instaló la red de agua. Además la prosperidad llegó a Tiumén después de la construcción, en 1885, del ferrocarril Transiberiano. Desde hace algunos años, Tiumén era la cabeza de carril más oriental de Rusia, y el lugar de transbordo de cargas entre el ferrocarril y los barcos de carga que navegan los ríos Tiumén, Tobol, Irtysh y el Ob.
A finales del siglo XIX, la población de Tiumén era de más de 30.000 habitantes, superando a su rival del norte Tobolsk, y comenzó un proceso en el que poco a poco Tiumén eclipsó la antigua capital de la región. Con el estallido de la Guerra civil rusa, Tiumén estaba controlado por las fuerzas leales al almirante Aleksandr Kolchak y su ejército blanco siberiano. Sin embargo, la ciudad cayó en manos del Ejército Rojo el 5 de enero de 1918.
El crecimiento de Tiumén culminó el 14 de agosto de 1944, cuando la ciudad finalmente se convirtió en el centro administrativo del Óblast de Tiumén.

### Unión Soviética
Durante la década de 1930, Tiumén se convirtió en un importante centro industrial de la Unión Soviética. Al comienzo de la Segunda Guerra Mundial, la ciudad tenía fuertes industrias, incluyendo la construcción naval, fabricación de muebles y la fabricación de productos de piel y cuero.
La Segunda Guerra Mundial trajo un rápido crecimiento y desarrollo de la ciudad. En el invierno de 1941, veintidós empresas industriales importantes fueron evacuadas a Tiumén desde la parte europea de la Unión Soviética. Estas empresas se pusieron en funcionamiento en la primavera siguiente. Además, en tiempos de guerra, Tiumén se convirtió en un "hospital de la ciudad", donde miles de soldados heridos fueron tratados.

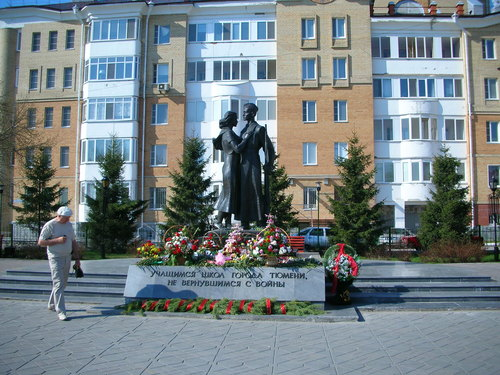
Monumento a los graduados de las escuelas de Tiumén que perecieron en la Segunda Guerra Mundial.

Durante las etapas iniciales de la Segunda Guerra Mundial, cuando existía la posibilidad de que Moscú pudiera caer al avance del Ejército alemán, Tiumén también se convirtió en un refugio para el cuerpo del fallecido líder soviético Vladímir Lenin. El cuerpo de Lenin fue trasladado secretamente desde el mausoleo de Lenin en Moscú a un sepulcro oculto que se encuentra en lo que hoy es la Academia Estatal de Agricultura de Tiumén (el antiguo Instituto de Agricultura de Tiumén).
Entre 1941 y 1945, más de 20.000 nativos de Tiumén fueron movilizados al frente. Casi una tercera parte, aproximadamente 6.000, perecieron en combate (el número exacto es incierto ya que los datos oficiales incluyen soldados no nativos que murieron en los hospitales de Tiumén).
Tras el descubrimiento de yacimientos petrolíferos y de gas en la región de Tiumén en la década de 1960, la ciudad se convirtió en centro de la industria petrolífera soviética. Las actividades de la industria del petróleo provocaron un segundo boom económico y demográfico en Tiumén. Pese a que la mayoría de los campos de petróleo y gas estaban a cientos de kilómetros al norte de la ciudad, cerca de las ciudades de Surgut y Nizhnevártovsk, Tiumén era el cruce de tren más cercano, así como el centro administrativo del óblast. Estas ventajas situaron a Tiumén como el sitio natural para establecer numerosas empresas petroleras que contribuyeron al desarrollo de la ciudad entre 1963 y 1985. Estos años fueron testigos de la llegada a Tiumén de decenas de miles de trabajadores cualificados de toda la Unión Soviética.
El rápido crecimiento de la ciudad también trajo una serie de problemas, ya que el rápido crecimiento de la población superaba los límites de la infraestructura social de Tiumén. Además, la falta de planificación de la ciudad ha dado lugar a un desarrollo desigual con el que Tiumén ha seguido luchando hasta el presente.

## Mapas

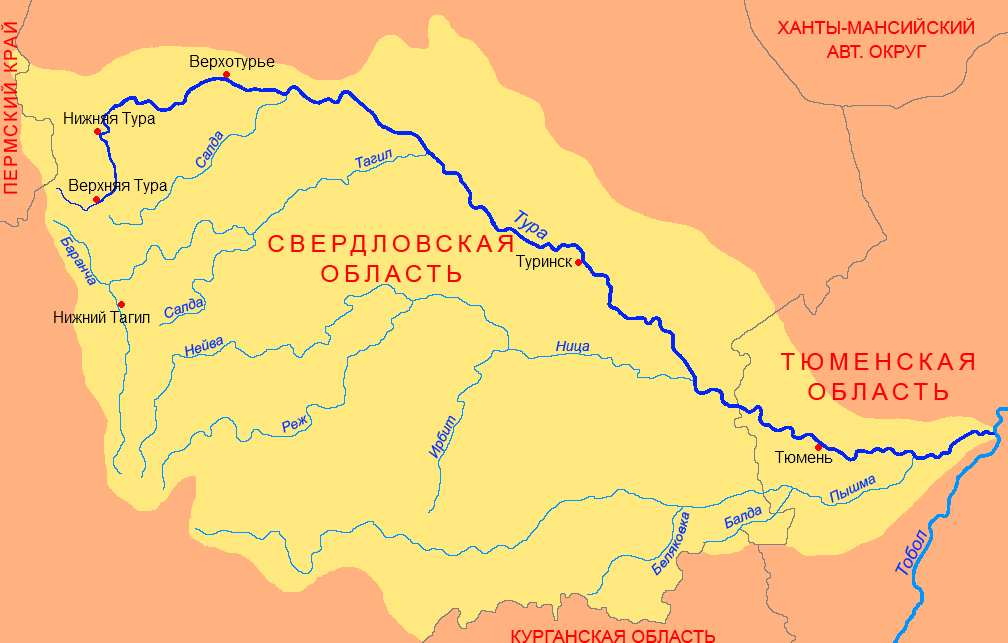
Mapa en ruso del río Turá —afluente del Tobol que es afluente del Irtish y este, a su vez, del Obi— en el que aparece a la derecha Tiumén (Тюме́нь)
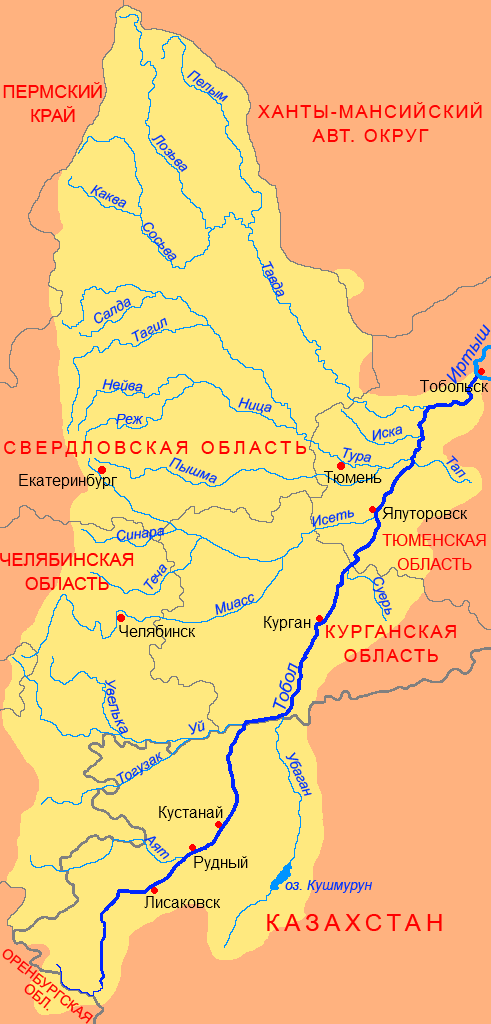
Mapa en ruso del río Tobol en el que está Tiumén (Тюме́нь)
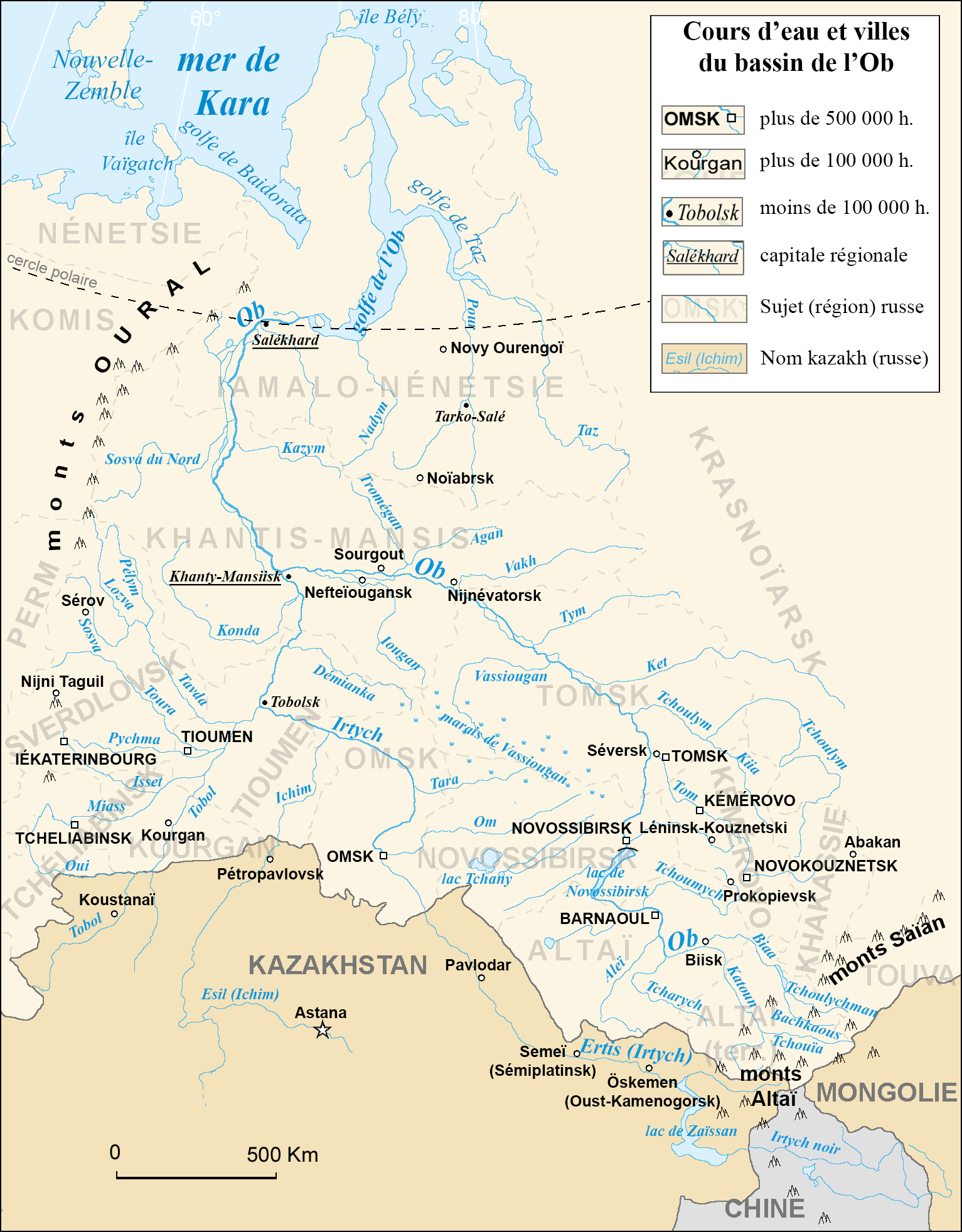
Mapa del río Obi en el que aparece a la izquierda Tiumén
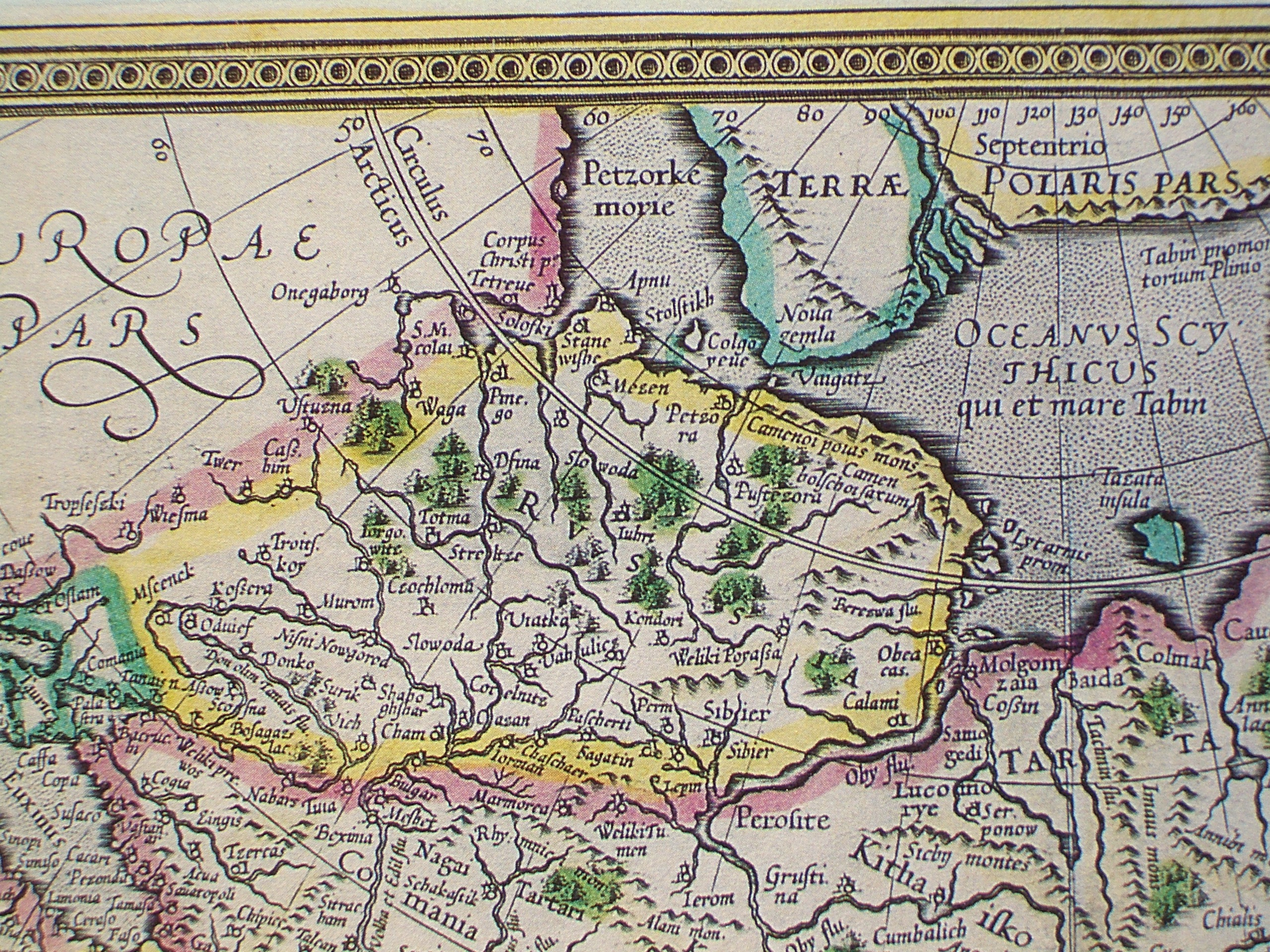
Weliki Tumen (el Gran Tiumén) se muestra en el mapa de Gerardus Mercator de Asia (publicado en 1595) situado al sur de Perm y Sibier

## Geografía

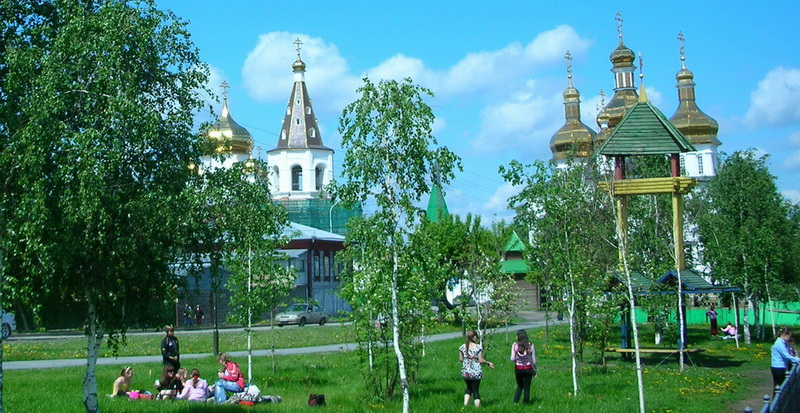
Casco histórico de Tiumén

Tiumén se encuentra en el sur de Siberia Occidental, a orillas del río Tura, un afluente del río Tobol y cubre un área total de 235 km². La ciudad se encuentra a 325 kilómetros de Ekaterimburgo, 246 kilómetros de Tobolsk, 543 kilómetros de Omsk y a 1.725 kilómetros de la capital, Moscú. Las coordenadas geográficas son 57°09' de latitud norte, 65° 32' de longitud este y está situada a 270 metros sobre el nivel del mar.

### Zona horaria
Al igual que el resto de la región de Tiumén, la ciudad se encuentra en la zona de tiempo indicado por la norma internacional como la zona horaria de Ekaterimburgo (YEKT), offset UTC+5:00. Con respecto a la hora de Moscú, la zona tiene un desplazamiento constante de 2 horas y se denota en Rusia como MSK +2.

### Clima
Tiumén tiene un clima húmedo continental (clasificación climática de Koppen: Dfb) con cálidos y húmedos veranos, mientras que los inviernos son largos y muy fríos. El clima en la ciudad varía con facilidad y las temperaturas en la ciudad siempre suelen ser más altas que en las zonas de los alrededores. Las temperaturas medias en enero son de −15,1 °C, pero la temperatura más fría registrada en la ciudad fue de −49,2 °C. La temperatura media en julio es de 18,7 °C y la temperatura más alta registrada es de 37,5 °C.
Las precipitaciones medias anuales en Tiumén son de 474 mm. El año más húmedo fue 1943, con 581 mm., mientras que el más seco fue 1917 con solo 231 mm.
| Parámetros climáticos promedio de Tiumén (normales 1991–2020, extremos 1885–presente) | Parámetros climáticos promedio de Tiumén (normales 1991–2020, extremos 1885–presente) | Parámetros climáticos promedio de Tiumén (normales 1991–2020, extremos 1885–presente) | Parámetros climáticos promedio de Tiumén (normales 1991–2020, extremos 1885–presente) | Parámetros climáticos promedio de Tiumén (normales 1991–2020, extremos 1885–presente) | Parámetros climáticos promedio de Tiumén (normales 1991–2020, extremos 1885–presente) | Parámetros climáticos promedio de Tiumén (normales 1991–2020, extremos 1885–presente) | Parámetros climáticos promedio de Tiumén (normales 1991–2020, extremos 1885–presente) | Parámetros climáticos promedio de Tiumén (normales 1991–2020, extremos 1885–presente) | Parámetros climáticos promedio de Tiumén (normales 1991–2020, extremos 1885–presente) | Parámetros climáticos promedio de Tiumén (normales 1991–2020, extremos 1885–presente) | Parámetros climáticos promedio de Tiumén (normales 1991–2020, extremos 1885–presente) | Parámetros climáticos promedio de Tiumén (normales 1991–2020, extremos 1885–presente) | Parámetros climáticos promedio de Tiumén (normales 1991–2020, extremos 1885–presente) |
| Mes                                                                                   | Ene.                                                                                  | Feb.                                                                                  | Mar.                                                                                  | Abr.                                                                                  | May.                                                                                  | Jun.                                                                                  | Jul.                                                                                  | Ago.                                                                                  | Sep.                                                                                  | Oct.                                                                                  | Nov.                                                                                  | Dic.                                                                                  | Anual                                                                                 |
| ------------------------------------------------------------------------------------- | ------------------------------------------------------------------------------------- | ------------------------------------------------------------------------------------- | ------------------------------------------------------------------------------------- | ------------------------------------------------------------------------------------- | ------------------------------------------------------------------------------------- | ------------------------------------------------------------------------------------- | ------------------------------------------------------------------------------------- | ------------------------------------------------------------------------------------- | ------------------------------------------------------------------------------------- | ------------------------------------------------------------------------------------- | ------------------------------------------------------------------------------------- | ------------------------------------------------------------------------------------- | ------------------------------------------------------------------------------------- |
| Temp. máx. abs. (°C)                                                                  | 5.6                                                                                   | 7.3                                                                                   | 17.1                                                                                  | 30.7                                                                                  | 34.9                                                                                  | 36.8                                                                                  | 38.0                                                                                  | 37.4                                                                                  | 31.2                                                                                  | 24.1                                                                                  | 12.8                                                                                  | 9.0                                                                                   | 37.5                                                                                  |
| Temp. máx. media (°C)                                                                 | -11.0                                                                                 | -7.7                                                                                  | 0.4                                                                                   | 10.0                                                                                  | 18.5                                                                                  | 23.1                                                                                  | 24.4                                                                                  | 21.6                                                                                  | 15.2                                                                                  | 7.5                                                                                   | -3.2                                                                                  | -9.2                                                                                  | 7.5                                                                                   |
| Temp. media (°C)                                                                      | -15.1                                                                                 | -12.9                                                                                 | -4.9                                                                                  | 4.3                                                                                   | 12.0                                                                                  | 17.0                                                                                  | 18.7                                                                                  | 16.1                                                                                  | 10.0                                                                                  | 3.3                                                                                   | -6.6                                                                                  | -12.9                                                                                 | 2.4                                                                                   |
| Temp. mín. media (°C)                                                                 | -19.2                                                                                 | -17.6                                                                                 | -9.8                                                                                  | -0.8                                                                                  | 5.8                                                                                   | 11.1                                                                                  | 13.4                                                                                  | 11.2                                                                                  | 5.6                                                                                   | -0.2                                                                                  | -9.9                                                                                  | -16.6                                                                                 | -2.2                                                                                  |
| Temp. mín. abs. (°C)                                                                  | -46.2                                                                                 | -43.7                                                                                 | -38.4                                                                                 | -23.2                                                                                 | -10.2                                                                                 | -1.9                                                                                  | 0.7                                                                                   | -1.0                                                                                  | -8.6                                                                                  | -26.7                                                                                 | -41.0                                                                                 | -49.2                                                                                 | -49.2                                                                                 |
| Precipitación total (mm)                                                              | 21                                                                                    | 15                                                                                    | 22                                                                                    | 24                                                                                    | 44                                                                                    | 61                                                                                    | 86                                                                                    | 60                                                                                    | 45                                                                                    | 37                                                                                    | 34                                                                                    | 25                                                                                    | 474                                                                                   |
| Días de lluvias (≥ 1 mm)                                                              | 0.4                                                                                   | 0.2                                                                                   | 2                                                                                     | 9                                                                                     | 16                                                                                    | 17                                                                                    | 17                                                                                    | 19                                                                                    | 19                                                                                    | 13                                                                                    | 4                                                                                     | 0                                                                                     | 117                                                                                   |
| Días de nevadas (≥ 1 mm)                                                              | 24                                                                                    | 19                                                                                    | 15                                                                                    | 8                                                                                     | 4                                                                                     | 0.2                                                                                   | 0                                                                                     | 0                                                                                     | 2                                                                                     | 11                                                                                    | 20                                                                                    | 23                                                                                    | 126                                                                                   |
| Horas de sol                                                                          | 68.2                                                                                  | 123.2                                                                                 | 167.4                                                                                 | 243.0                                                                                 | 272.8                                                                                 | 300.0                                                                                 | 328.6                                                                                 | 238.7                                                                                 | 165.0                                                                                 | 102.3                                                                                 | 69.0                                                                                  | 55.8                                                                                  | 2134.0                                                                                |
| Humedad relativa (%)                                                                  | 80                                                                                    | 76                                                                                    | 70                                                                                    | 62                                                                                    | 58                                                                                    | 65                                                                                    | 72                                                                                    | 77                                                                                    | 77                                                                                    | 77                                                                                    | 80                                                                                    | 80                                                                                    | 73                                                                                    |
| Fuente n.º 1: Pogoda.ru.net                                                           |                                                                                       |                                                                                       |                                                                                       |                                                                                       |                                                                                       |                                                                                       |                                                                                       |                                                                                       |                                                                                       |                                                                                       |                                                                                       |                                                                                       |                                                                                       |
| Fuente n.º 2: Climatebase (horas de sol 1933–2011)                                    |                                                                                       |                                                                                       |                                                                                       |                                                                                       |                                                                                       |                                                                                       |                                                                                       |                                                                                       |                                                                                       |                                                                                       |                                                                                       |                                                                                       |                                                                                       |

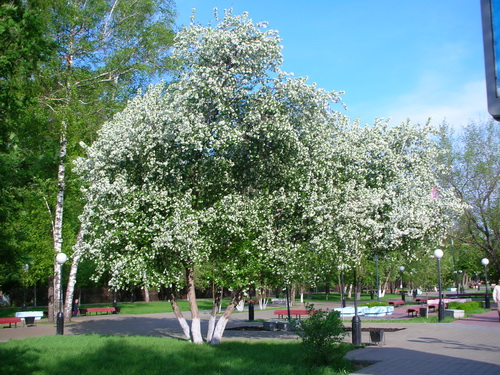
Primavera en el bulevar Tekutyevsky.
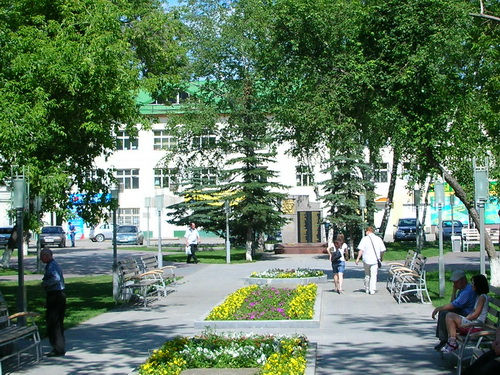
Verano en uno de los parques de la ciudad.
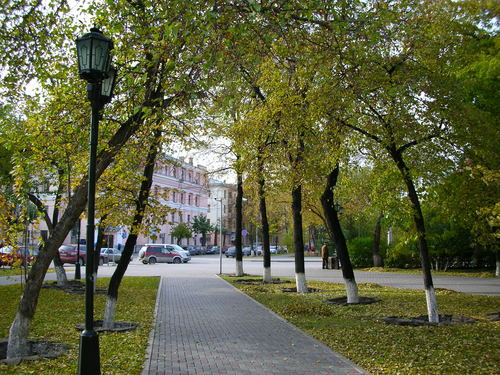
Otoño en la Plaza central.
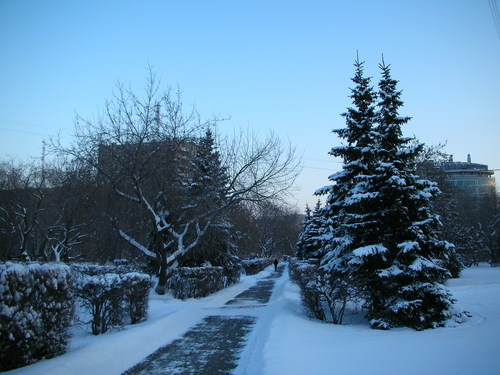
Invierno en Tiumén.

## Gobierno
La autoridad legisltativa de Tiumén es la Duma de la Ciudad, que, además de actividades legislativas, la Duma designa al jefe de la administración local de Tiumén, que es el alcalde de la ciudad.

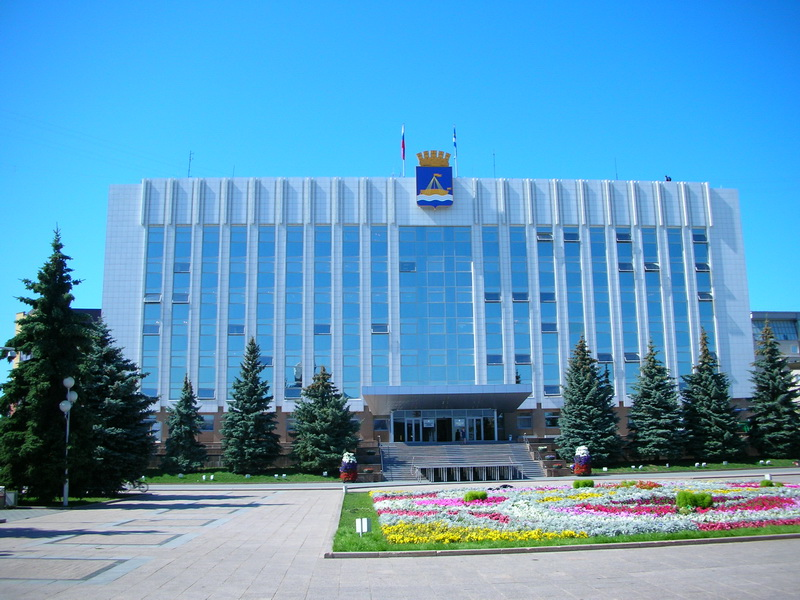
Ayuntamiento de Tiumén

Administrativamente, Tiumén está dividida en cuatro okrugs: Kalininsky, Leninsky, Tsentralny y Vostochny.

### Gobierno del Óblast
Tiumén es el centro administrativo del Óblast de Tiumén, por lo que todos los órganos gubernamentales del óblast están situados en la ciudad.
- Asamblea Legislativa Electa (Duma) de la provincia de Tiumén Archivado el 15 de junio de 2006 en Wayback Machine. es la legislatura del Óblast de Tiumén. También ratifica al Gobernador del Óblast de Tiumén, nombrado por el presidente de la Federación Rusa;
- Oficina del Gobernador Archivado el 4 de marzo de 2009 en Wayback Machine. - Jefe del poder ejecutivo del Óblast de Tiumén;
- Gobierno del Óblast de Tiumén Archivado el 4 de marzo de 2009 en Wayback Machine. - Autoridad ejecutiva del Óblast de Tiumén;
- Tribunal de Arbitraje de la provincia de Tiumén - Judicial;

- Órganos de seguridad y leyes:
  - Administración Regional de Policía
  - Oficina Regional del Servicio Federal de Seguridad
  - Oficina Regional de la Fiscalía Archivado el 31 de enero de 2014 en Wayback Machine.

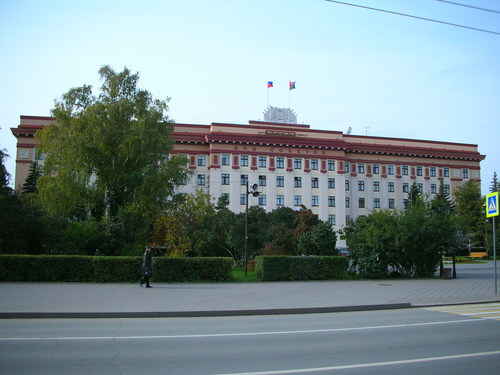
Consejo Regional
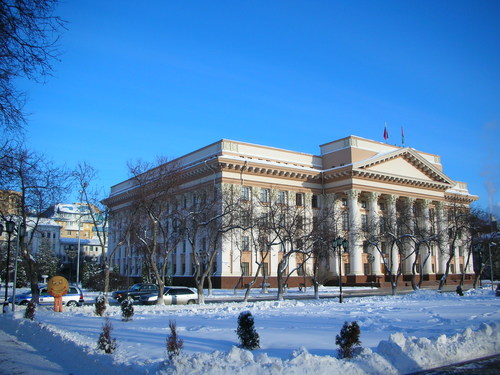
Sede del Gobernador
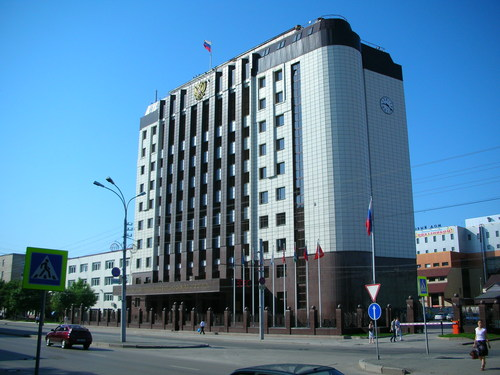
Tribunal de Arbitraje
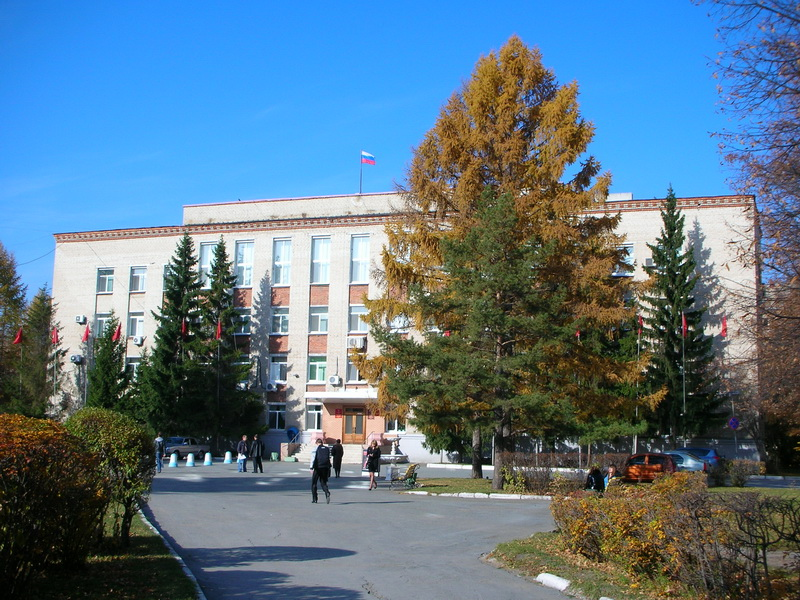
Administración del okrug Leninsky

## Economía

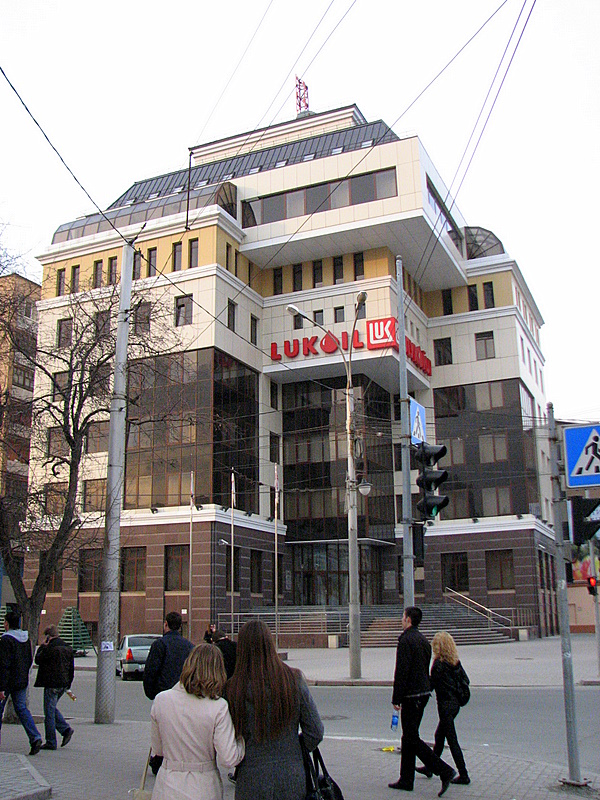
Oficina de Lukoil en Tiumén.

Tiumén es un importante centro de las industrias del gas y el petróleo en Rusia, debido a su situación geográfica en Siberia Occidental y sus buenas conexiones por carretera, ferrocarril, marítimas y aéreas. Por ello, en la actualidad Tiumén es un importante centro regional por su industria, ciencia, cultura, educación y medicina.
El sector fundamental de la economía de la ciudad es la industria del petróleo y el gas. La ciudad es sede o cuenta con oficinas de las principales compañías de producción y transporte de petróleo y gas como Zapsibgazprom (propiedad de Gazprom), Lukoil, Tyumenneftegaz, TNK-BP, Sibnefteprovod (propiedad de Transneft) y Refinerías Antipinsky.
En los servicios de campos petroleros e ingeniería destaca la planta de metal de Tiumén, la planta de construcción naval de Tiumén, la planta piloto Electron, la planta de baterías de Tiumén; y las compañías HMS Neftemash (hasta 2010 JSC Neftemash), OAO Sibkomplektmontazh, Sibkomplektmontazhnaladka (grupo HMS), Sibneftemash, Motores a Reacción de Tiumén y las Obras de Ingeniería de Tiumén. El alcance de las redes de distribución de energía las gestiona la empresa local Tyumenenergo. La ciudad cuenta con una sucursal de Tess, la empresa más grande en el Distrito Federal de los Urales en el servicio integral de reparación y reconstrucción de la red eléctrica. SUENKO (Sibirsko-Uralʹskaya energeticheskaya kompaniya, o Compañía Energética Siberiana de los Urales) es la encargada de la transmisión de energía y redes de distribución para la conexión tecnológica de los consumidores de electricidad en Tiumén.
En Tiumén existían sesenta bancos en 2009 y contaba con seis bancos registrados en Tiumén: Stroylesbank, Zapsibcombank, Tyumenagroprombank, Druzhba, Mega bank y el Banco Internacional de Reconstrucción y Desarrollo de Siberia. Tiumén es la oficina principal de Sberbank en Siberia Occidental. También cuenta con oficinas de bancos internacionales como Raiffeisen Zentralbank, OTP Bank o Unicredit, entre otros.

## Demografía
La población de Tiumén ha crecido constantemente desde el siglo XVI hasta el siglo XIX, cuando llegó a la región el ferrocarril Transiberiano. Este hecho provocó que aumentara notablemente la tasa de crecimiento de la ciudad y Tiumén rápidamente se convirtió en una de las localidades de mayor crecimiento en la región con 30.000 habitantes a comienzos del siglo XX. Tras la Segunda Guerra Mundial, Tiumén experimentó una nueva llegada de pobladores, debido a la evacuación de trabajadores de las fábricas de Rusia central en 1941, lo que hizo doblar la población a 150.000 habitantes aproximadamente.
En los años 1969 se descubrieron importantes campos de petróleo y gas en Siberia Occidental, lo que atrajo nueva mano de obra a la ciudad, elevando la población a 250.000 habitantes en esa década. Hubo un periodo de estabilización demográfica hasta 1988, momento este de la depresión económica que azotó la Unión Soviética. Sin embargo, la población en 1989 era de 476.869 habitantes, según el censo de ese año.
Tras el desplome de la Unión Soviética, Tiumén se convirtió en un importante centro económico de la región de los Urales y su población comenzó a aumentar sensiblemente. Ésta era de 510.719 habitantes en 2002 gracias a los movimientos migratorios que llegaron a la ciudad y la incorporación de barrios periféricos. En 2008 la población llegaba a los 588.600 habitantes.
Grupos étnicos
Los principales grupos étnicos en Tiumén son rusos, ucranianos y tártaros.

### Religión

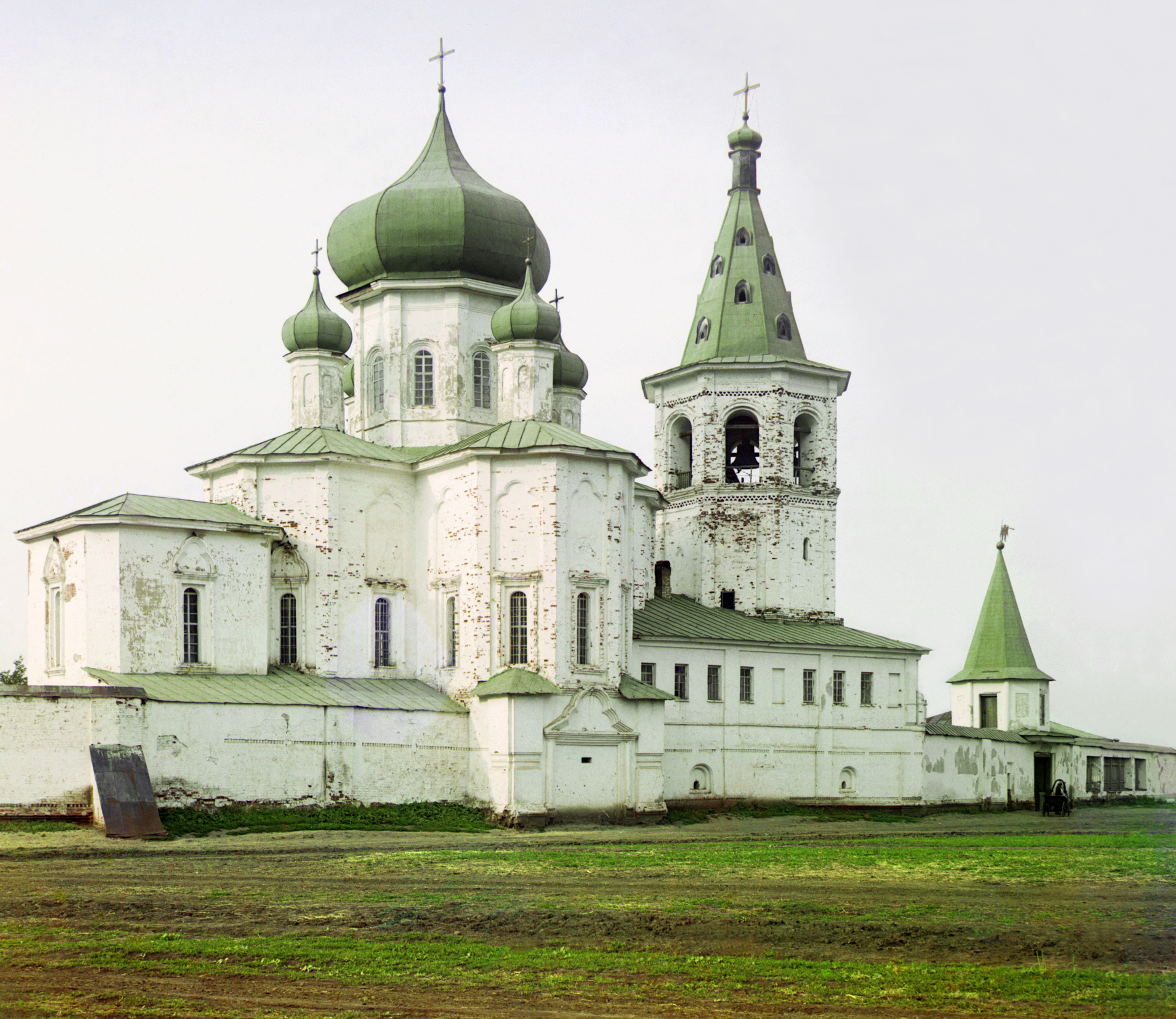
Monasterio de la Trinidad en Tiumén. Fotografía tomada por Sergéi Prokudin-Gorski en 1912.

En Tiumén la gran mayoría de la población profesa la religión cristiana ortodoxa. Prueba de ello es la existencia de diez iglesias ortodoxas frente a las dos mezquitas, una sinagoga y una iglesia católica que existían en Tiumén en 2009.
La Iglesia Ortodoxa de Rusia es la más importante del país y la que cuenta con mayor número de fieles, por lo que es la que ha prevalecido en Tiumén. En 1616, el monje Nifonte de Kazán construyó el Monasterio de la Trinidad (en ruso: Troitskiy Monastery), que lo llamó Monasterio de la Transfiguración de Tiumén. En 1709-1711, este monasterio se reconstruyó a base de piedra por orden de Filofey Leschinsky, el primer obispo metropolitano de Siberia. Consiste en la Catedral de la Santísima Trinidad y la Iglesia de San Pedro y San Pablo.
En 1761 se fundó la Escuela Religiosa de Tiumén. Entre 1708 y 1885 se construyeron en Tiumén doce templos ortodoxos de piedra y dos monasterios. Sin embargo, dos de los templos fueron destruidos totalmente durante la época soviética, pero el resto ha permanecido en pie. En 2008 la mayoría eran accesibles y habían regresado a sus funciones.
Pese al predominio de la Iglesia Ortodoxa, a lo largo de la historia se construyeron en Tiumén templos islámicos, católicos y judíos. Sin embargo, en la actualidad solo permanece de ellos en su lugar original el católico. La Mezquita de Tiumén fue totalmente destruida y la sinagoga se derrumbó a comienzos de los años 2000, aunque se está reconstruyendo en el mismo lugar.
A principios del siglo XX existía una importante comunidad de Viejos creyentes en Tiumén. Las confesiones religiosas anteriormente mencionadas están operativas y dearrollan sus actividades culturales en la ciudad.

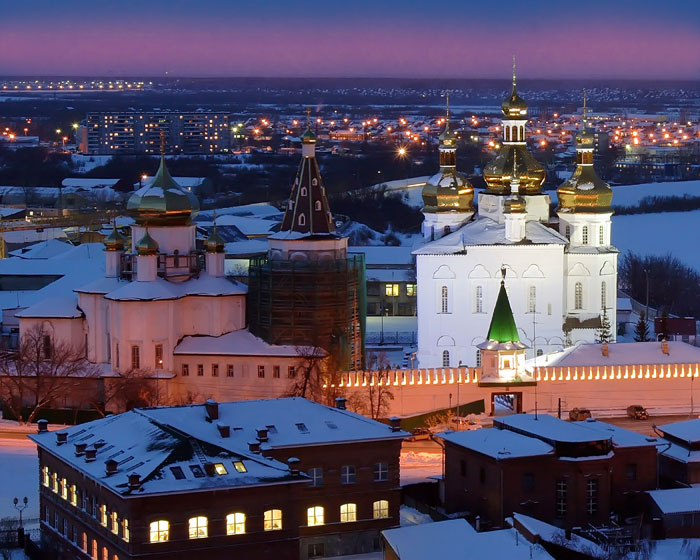
Monasterio de la Trinidad.
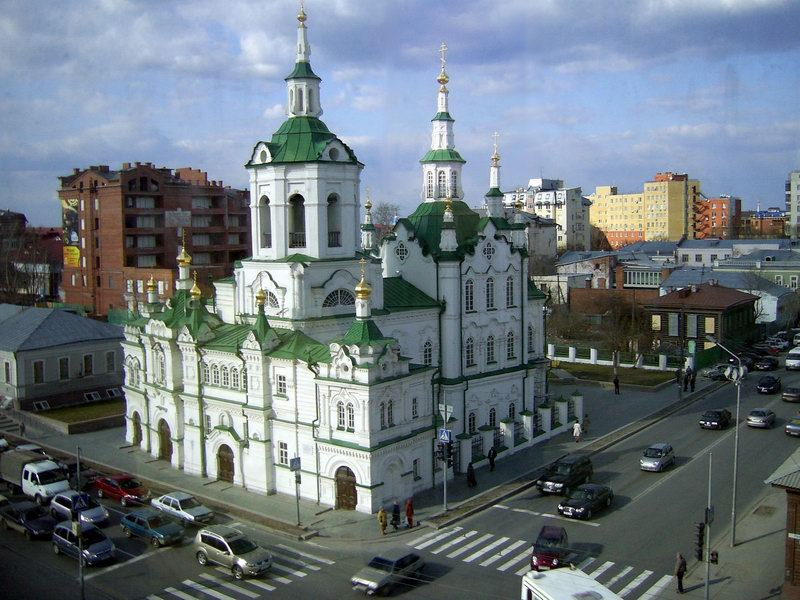
Iglesia del Salvador de Tiumén.
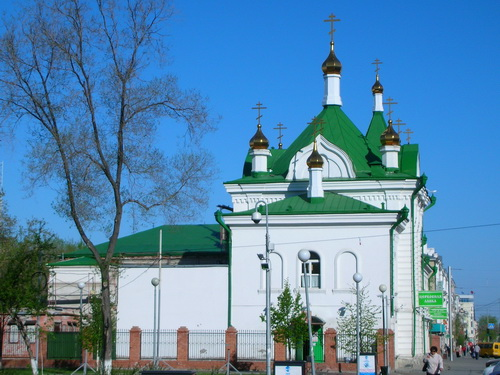
Iglesia de San Simeón.
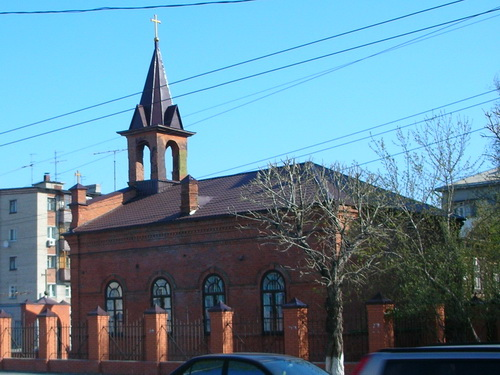
Iglesia católica
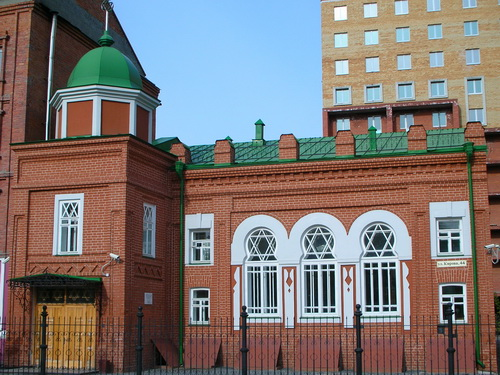
Sinagoga

## Transporte

### Aéreo

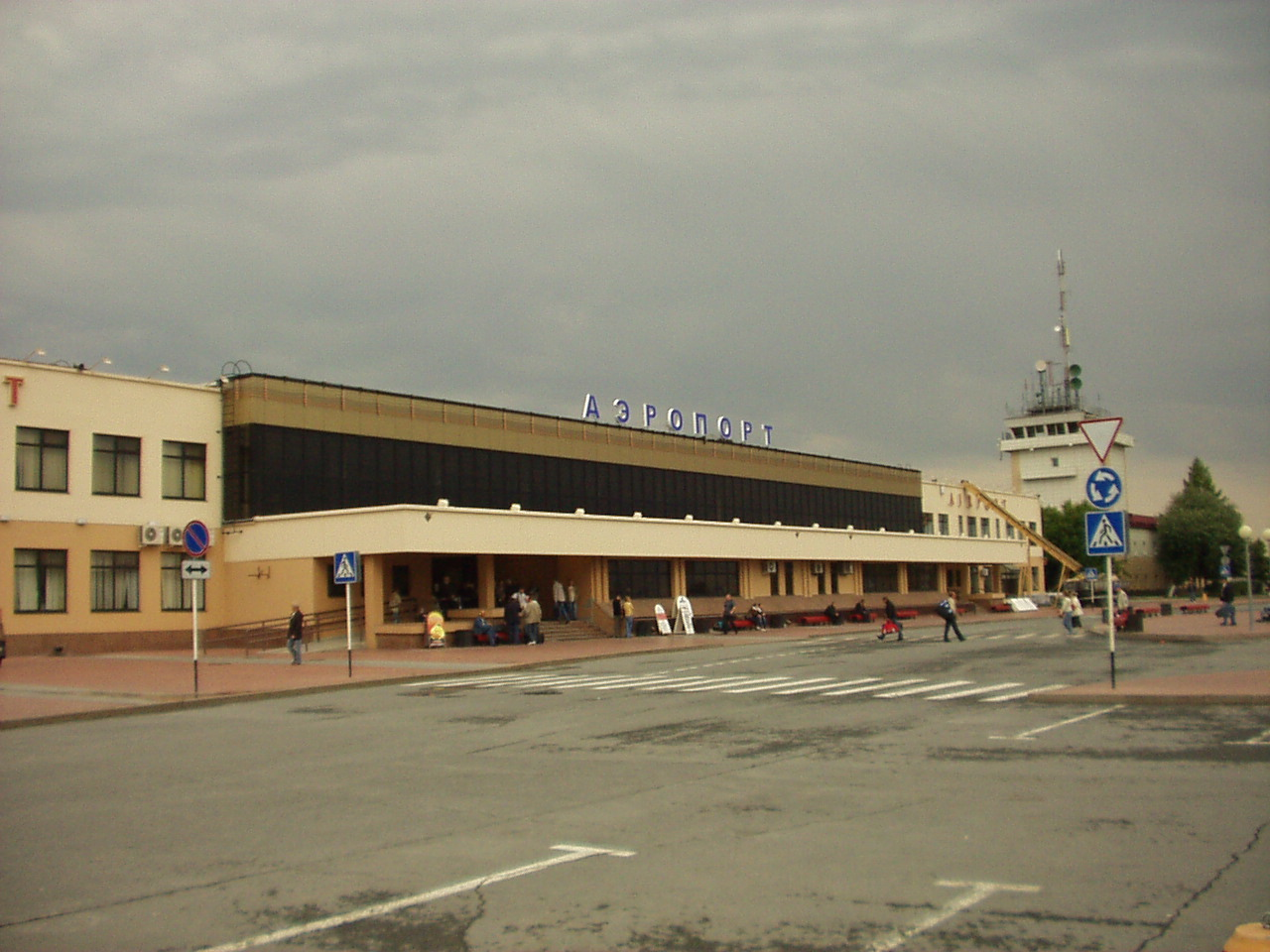
Aeropuerto Internacional de Tiumén-Roschino.

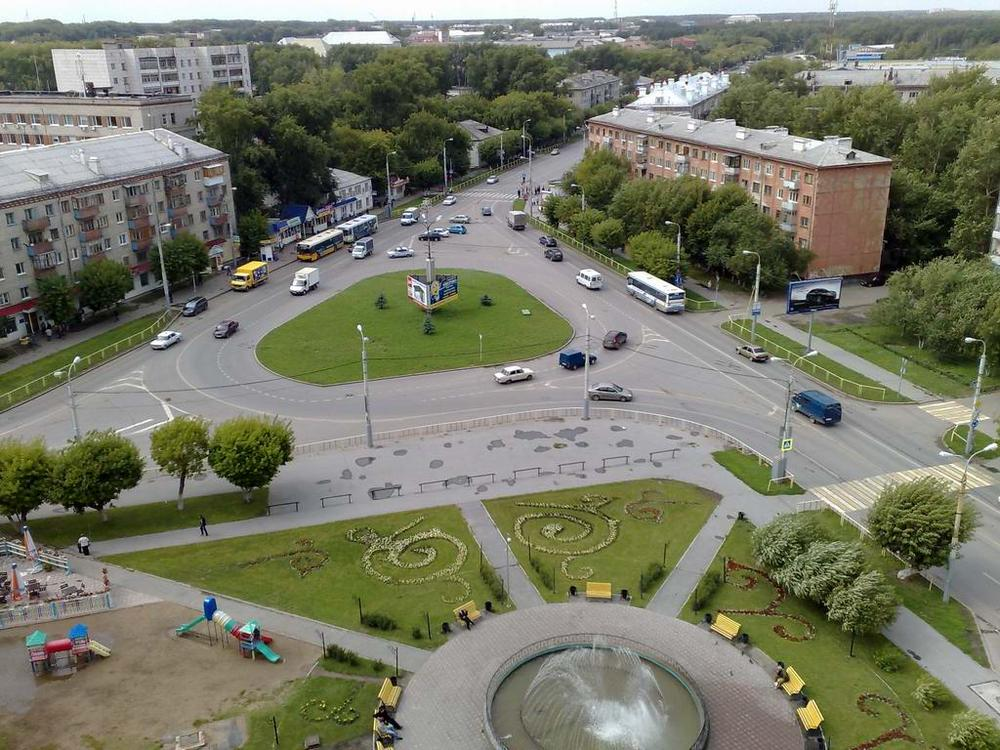
Circulación en Tiumén.

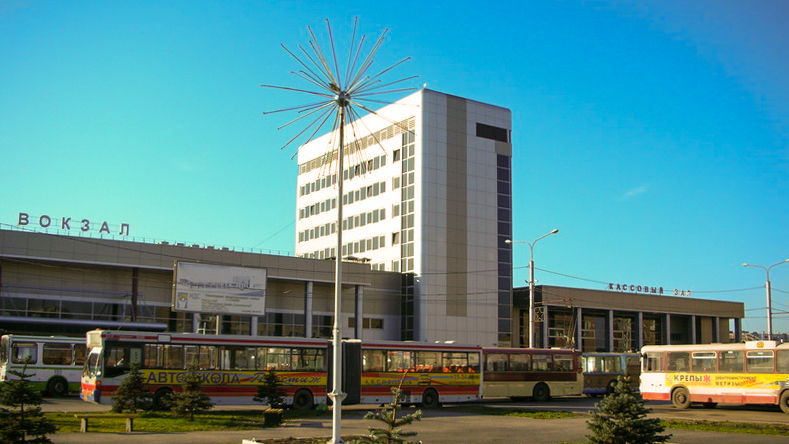
Estación de ferrocarril de Tiumén.

Tiumén es servida por el Aeropuerto Internacional Roschino situado a 13 km al oeste de la ciudad. Además, el aeropuerto de Plejánovo es un pequeño aeropuerto civil localizado a 4 km al oeste de Tiumén.
El aeropuerto Roschino cuenta con los permisos para manejar los siguientes tipos de aeronaves: Tu-154, Tu-134,  An-12, An-24, An-26, Yak-40, Yak-42, IL-18, L-410, B-737, B-767, B-757, IL-86, IL-76, ATR-42, ATR-72, HS-125.
El aeropuerto cuenta con un permiso para manejar todo tipo de helicópteros. La pista de aterrizaje es capaz de manejar enormes aviones como el An-22 Antaeus.
Tiumén dispone de un servicio regular a gran cantidad de ciudades rusas importantes, tales como Kaliningrado, Moscú (nueve vuelos por día), San Petersburgo y Samara. Por su parte, el aeropuerta cuenta con trayectos semanales o bisemanales a los siguientes destinos: Bakú, Ereván, Khujand, Múnich, Praga y Tashkent.

### Red de carreteras
El plan de carreteras de Tiumén es muy accidentado. La ciudad está dividida por los ríos Turá y Tiumenka y el ferrocarril Transiberiano, lo que dio lugar a la creación de varias zonas aisladas. Siete puentes, un puente peatonal, cinco pasos elevados y cinco cruces de pie conectan estas zonas.
La Red de carreteras de Tiumén, que cuenta con una longitud total de 925 km, fue planeada antes de la caída de la Unión Soviética y, en su estado actual, es capaz de operar normalmente solo para el transporte público. La planificación compacta del centro de la ciudad impide la expansión de las principales carreteras y es habitual la congestión procedente de la periferia en dirección al centro urbano. Hasta la fecha, la red de carreteras se congestiona en un 200% por encima de la capacidad, lo que lleva a numerosos atascos de tráfico y altos índices de accidentes.
Desde 2002, las autoridades municipales y regionales han emprendido numerosas iniciativas para mejorar la red vial de Tiumén, debido al crecimiento de la propiedad del automóvil privado, pero todo esto solo tuvo un efecto a corto plazo. La compleja infraestructura de transporte proyecto de reconstrucción está siendo dirigida por la Administración Regional.

### Ferrocarril
La estación de tren de Tiumén fue construida en 1885. Actualmente la estación administrativamente pertenece a la División de Tiumén de los Ferrocarriles de Sverdlovsk. Está situada en el centro de la ciudad a 15 minutos a pie al sur. La estación cuenta con servicios de cercanías, interurbanos y tráfico internacional de pasajeros.
A nivel regional, la estación cuenta con servicios ferroviarios a Ekaterimburgo, Omsk y Tobolsk. El ferrocarril a Ekaterimburgo está electrificado desde 1980. Existen direcciones directas de pasajeros internacionales en el Transiberiano a Polonia, Alemania, China y Mongolia.
La ciudad cuenta con tres estaciones adicionales dentro del territorio municipal: Tiumén Norte, Tiumén yard y Voynovka.

### Transporte público
El transporte público en Tiumén está dominado tanto por servicios de autobuses municipales y por numerosos operadores privados (marshrutkas), que representan casi un tercio de toda la capacidad de transporte. La flota de autobuses de la ciudad está en proceso de modernización y expansión, con nuevos autobuses rusos que sustituyen a los modelos de los años soviéticos.
Tiumén es un centro importante para el servicio de autobuses interurbanos y cuenta con una terminal central de autobuses, que fue construida en 1972 y ampliado en gran medida entre 2006 y 2008.